# Edward Capehart O’Kelley

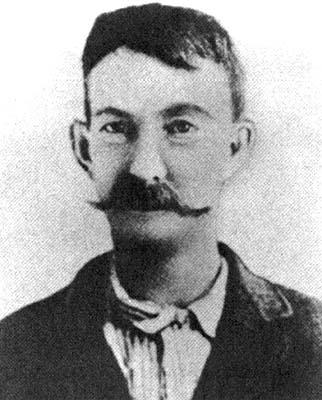
Edward Capehart O'Kelley (um 1890)

Edward Capehart O’Kelley (* 1. Oktober 1858 in Harrisonville (Missouri); † 13. Januar 1904 in Oklahoma City) war ein irisch-amerikanischer Outlaw, der bekannt wurde, weil er Robert Ford erschoss, den Mörder von Jesse James.

## Leben

### Frühes Leben und Hintergrund
Edward Capehart O’Kelley wurde 1858 in Harrisonville im US-Bundesstaat Missouri geboren. Über sein frühes Leben und seine Familie sind wenige Details bekannt. Er wuchs in den Nachwehen des Amerikanischen Bürgerkriegs auf, einer Zeit großer Unruhen und Veränderungen in den Vereinigten Staaten. Die Nachkriegsjahre waren geprägt von wirtschaftlichen Schwierigkeiten und gesetzlosen Zuständen in vielen Teilen des Landes, insbesondere im Westen. Diese Umgebung könnte O’Kelley beeinflusst und auf den Weg zur Kriminalität gebracht haben.

### Der Mord an Robert Ford
Am 8. Juni 1892 betrat O’Kelley die Stadt Creede, Colorado, wo Robert Ford eine Bar und einen Tanzsaal betrieb. Ford war berüchtigt für seine Rolle beim Mord an Jesse James, was ihm den Beinamen „der Feigling“ einbrachte. O’Kelley, bewaffnet mit einer abgesägten Schrotflinte, trat in Fords Etablissement ein und rief „Hallo, Bob“, bevor er ihm in den Hals schoss. Der Schuss war sofort tödlich. Der Mord geschah in einer Zeit, in der viele Menschen im Westen der Vereinigten Staaten von der Legende Jesse James’ fasziniert waren, und Robert Ford wurde von vielen verachtet. O’Kelley wurde schnell zum Held derer, die Fords Tat als feige betrachteten.

### Verhaftung und Verurteilung
Nach dem Mord wurde O’Kelley sofort verhaftet und vor Gericht gestellt. Die Öffentlichkeit war in Bezug auf seine Tat gespalten; einige sahen ihn als Helden, andere als kaltblütigen Mörder. Trotz der gemischten öffentlichen Meinung wurde er wegen Mordes verurteilt und zunächst zu einer lebenslangen Freiheitsstrafe verurteilt. Später wurde die Strafe auf 18 Jahre reduziert, wahrscheinlich aufgrund von mildernden Umständen oder aufgrund des öffentlichen Drucks, der seine Tat als eine Form von Gerechtigkeit sah.

### Haft und Begnadigung

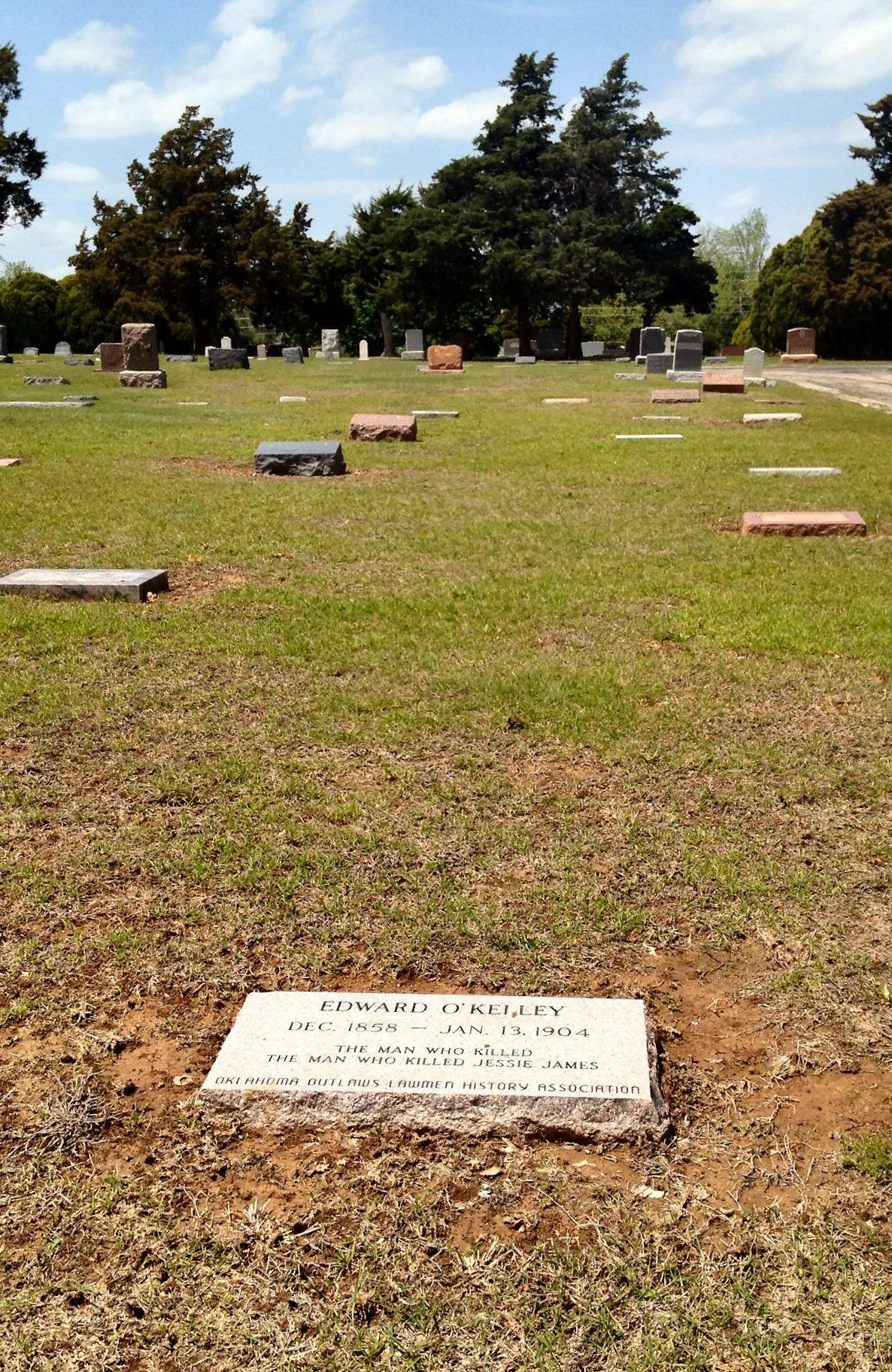
Grab von Edward Capehart O’Kelley

Während seiner Haftzeit bemühte sich O’Kelley um eine Strafmilderung. Er zeigte gutes Verhalten und erhielt Unterstützung von Personen, die ihn als Volkshelden sahen. Diese Bemühungen hatten Erfolg, und er wurde am 3. Oktober 1902, nach etwa zehn Jahren im Gefängnis, begnadigt und freigelassen. Seine Begnadigung wurde teils auch durch die Bemühungen seiner Unterstützer erreicht, die seine Tat weiterhin als gerechtfertigt ansahen.

### Spätes Leben und Tod
Nach seiner Freilassung lebte O’Kelley ein relativ zurückgezogenes Leben. Er zog nach Oklahoma City, Oklahoma, wo er versuchte, ein normales Leben zu führen. Am 13. Januar 1904 wurde O’Kelley bei einer Auseinandersetzung mit Polizisten tödlich verwundet. Berichte deuten darauf hin, dass er möglicherweise in illegale Aktivitäten verwickelt war oder dass es zu einem Missverständnis mit den Beamten kam. Die genauen Umstände seines Todes bleiben unklar.

## Historische Bedeutung
Edward O’Kelley bleibt eine umstrittene Figur in der Geschichte des amerikanischen Westens. Er ist vor allem bekannt für seine Rolle in der Fortsetzung der blutigen Saga rund um Jesse James und seine Mörder. Der Mord an Robert Ford durch O’Kelley wurde in mehreren Filmen und Büchern thematisiert und trägt zur mystischen Aura der Outlaw-Geschichte bei. Seine Tat wird oft als Beispiel für die rauen und gesetzlosen Zustände im Wilden Westen angeführt und spiegelt die komplexe Moralvorstellung der damaligen Zeit wider.